# Bruchidius nilue
Bruchidius nilue là một loài bọ cánh cứng trong họ Bruchidae. Loài này được Vazirani miêu tả khoa học năm 1975.